# Meshaal Barsham
Meshaal Barsham (en arabe : مشعل عيسى برشم), né le 14 février 1998 à Khartoum au Soudan, est un footballeur international qatarien, qui évolue au poste de gardien de but avec l'Al-Sadd SC.

## Biographie

### Carrière en club
Né à Khartoum au Soudan, Meshaal Barsham est formé par l'Al-Sadd SC. C'est avec ce club qu'il fait ses débuts en professionnel, jouant son premier match le 1er décembre 2017, lors d'une rencontre de championnat face à l'Al-Khor SC. Titulaire ce jour-là, l'Al-Sadd SC s'impose sur le score de trois buts à deux.
Il atteint les demi-finales de la Ligue des champions d'Asie en 2018 avec l'équipe d'Al-Sadd, en étant battu deux buts à un sur l'ensemble des deux rencontres par le club iranien du Persépolis FC. Il est remplaçant lors du match aller (défaite 0-1) et titulaire lors du match retour (match nul 1-1),.

### Carrière internationale
Il reçoit sa première sélection en équipe du Qatar le 13 novembre 2020, contre le Costa Rica. Lors de cette rencontre amicale, les deux équipes se quittent sur le score d'un but partout.
Le 1er juillet 2021, il est retenu par le sélectionneur Félix Sánchez Bas afin de participer à la Gold Cup, organisée aux États-Unis. Lors de cette compétition, il est titulaire et joue cinq matchs. Le Qatar s'arrête en demi-finales, battu un but à zéro par les États-Unis.
Le 11 novembre 2022, il est sélectionné par Félix Sánchez Bas pour participer à la Coupe du monde 2022.

## Vie privée
Il est le frère cadet du médaillé d'or olympique en saut en hauteur Mutaz Essa Barshim.